# Tiếng Cờ Lao Đỏ
Tiếng Cờ Lao Đỏ là ngôn ngữ sử dụng bởi người Cờ Lao tại hai bản thuộc tỉnh Hà Giang, Việt Nam. Có 1-2 người nói cũng được tìm thấy bên biên giới huyện Ma Lật Pha của tỉnh Vân Nam, Trung Quốc.
Samarina (2011) cung cấp tự vựng và bản ghi âm dài, đây là mô tả ngôn ngữ chi tiết nhất cho đến nay.

## Người nói
Tiếng Cờ Lao Đỏ (tránh nhầm lẫn với tiếng A Âu, cũng được phân loại là ngôn ngữ của người Cờ Lao Đỏ của Trung Quốc) được sử dụng bới chỉ 50 người, nên được phân loại là ngôn ngữ đe dọa nhất trong các ngôn ngữ thuộc nhóm Cờ Lao. Nhiều người nói ngôn ngữ này đã chuyển sang tiếng Quan thoại Tây Nam hoặc tiếng H'Mông. Người Cờ Lao Đỏ (tự xưng mình là va35 ntɯ31) gửi cô dâu đi lại giữa các thôn thuộc xã Bạch Đích và Na Khê của huyện Yên Minh, Hà Giang, Việt Nam và làng Phiên Ba của huyện Ma Lật Pha của tỉnh Vân Nam, Trung Quốc. (tên tự xưng: u33 wei55) để đảm bảo sự tồn tại lâu dài của dân tộc mình. Edmondson (1998)  báo cáo rằng cũng có người Cờ Lao Đỏ tại Cán Tí, Quản Bạ và Túng Sán, Hoàng Su Phì họ không còn nói ngôn ngữ mình nữa, thay vào đó họ nói tiếng H'Mông, Tày hoặc Việt. Hoàng (2013:12) báo cáo rằng có một số người sống tại xã Vĩnh Hảo, Bắc Quang, họ đã di cư từ xã Túng Sán.